# Sara Lozo
Sara Lozo (serbiska alfabetet Сара Лозо), född 29 april 1997 i Jagodina i Serbien, är en  volleybollspelare.
Loro började sin proffskarriär vid 14 års ålder. Från 2012 till 2018 spelade hon med ŽOK Vizura, med vilken hon vann fem serbiska mästerskapstitlar. Hon åkte senare till Kazakstan för spel med först Zjetisy Taldyqorghan och därefter VK Altaj. Hon vann två ligatitlar under tiden i landet och utsågs till mest värdefulla spelare i slutspelsfinalen 2019. Säsongen 2021/2022 spelade hon med VK Proton i Ryssland. I juli 2022 flyttade hon till den rumänska klubben CSM Lugoj, men kom efter att ha fått ett bättre kontrakt med japanska klubbe Saitama Ageo Medics att spela med dem i stället.
Loro har spelat med landslaget, både på junior- och seniornivå. Med seniorlandslaget har hon tagit guld vid VM 2022 och silver vid EM 2023.